# Sabinar de El Villarejo
El sabinar de El Villarejo es un bosque en la localidad de El Villarejo de los Olmos (Aragón, España), protegido como zona especial de conservación.

## Descripción
Se ubica en una zona de geología calcárea cerca de la localidad de El Villarejo de los Olmos. El espacio alberga 1500 Ha de sabinas y quejigos alternándose con elevaciones con matorral gipsófilo como el Erinacea anthyllis y Genista pumila y ramblas. Es considerado uno de los sabinares mejor preservados de la zona, con árboles de particular interés.
Forma así un ecosistema típico de la zona mediterránea, que atrae a especies de interés europeo como el escarabajo ciervo, mayor escarabajo de Europa, anfibios como el sapo corredor, el sapo partero, el sapillo moteado y el sapillo pintojo, endémico de la península ibérica, y reptiles como el estingo ibérico. En la zona también se avistan íbices de Beceite, corzos y jabalíes. El entorno es de gran valor para las aves, registrándose cuarenta y cuatro especies distintas.
El área es uno de los cuatro espacios ecológicos que articulan el medio natural del valle del Pancrudo. Dicho valle tenía una extensión históricamente más amplia de espacios similares, pero la deforestación para la obtención de leña dejó las sabinas de El Villarejo y Olalla como principales reductos boscosos. El sabinar fue nombrado lugar de importancia comunitaria (LIC) y posteriormente zona especial de conservación (ZEC). Al noreste del sabinar de El Villarejo comienzan los yesos de Barrachina y Cutanda, una zona contigua de matorral gipsófilo también protegida por su valor ambiental.